# André schafft sie alle
André schafft sie alle ist eine von Peter Fratzscher inszenierte Filmkomödie für den Bayerischen Rundfunk. Das Drehbuch schrieben Josef Ebner, Micki Knox und Gerd Haenel. Die Titelrolle des Frauenhelden André Keller wurde mit Franco Nero besetzt, an seiner Seite ist Ingrid Steeger als Restaurantbesitzerin Lisa Stauber in der weiblichen Hauptrolle zu sehen. Die Filmpremiere war am 29. März 1985 in München.

## Handlung
Der Stuntman André Keller ist ein Frauenheld. Die Restaurantbesitzerinnen Lisa Strauber und Toni kommen hinter Kellers Gehabe und seine Gründe. Er bezirzt Frauen, um seine Karateschule zu finanzieren. Die Frauen schmieden daraufhin ein Komplott. André Keller raubt wenig später ein Fluchtfahrzeug eines Banküberfalls mit gestohlenen Wertsachen, wobei er einen Großteil der Diebesbeute bei der Fluchtfahrt verliert. Einige Zeit vergeht, und die Presse berichtet von Kellers Karateschule. Da rücken ihm wieder Lisa und Toni auf die Pelle, weil sie ihre Investitionen zurückhaben möchten. Auch die Bankräuber, deren Fluchtfahrzeug er mitsamt Beute wegfuhr, stehen auf einmal vor seiner Tür. Keller flüchtet daraufhin.

## Rezeption
„Banal-verkrampftes, auch formal unergiebiges Lustspiel; das schwache Drehbuch bedingt dementsprechende Schauspielerleistungen.“

„Leider kann Franco Nero Plaudertasche Ingrid Steeger nicht stoppen. Fazit: Am Ende ist nur der Zuschauer geschafft.“